# Mutya Buena
Rosa Isabel Mutya Buena (ur. 21 maja 1985 roku w Londynie) – brytyjska wokalistka. Członkini popowego zespołu Sugababes. Jej ojciec pochodzi z Filipin, z miasta Tagbilaran na wyspie Bohol, jej matka jest w połowie Iranką, a w ćwierci Chinką i Hiszpanką.

## Kariera z Sugababes
Mutya Buena, wraz ze swoimi przyjaciółkami, Keishą Buchanan i Siobhán Donaghy, pod koniec lat dziewięćdziesiątych XX wieku postanowiły założyć zespół, co później okazało się strzałem w dziesiątkę. Jednak w takim składzie zespół nagrał tylko jedną płytę, One Touch. Po wielu konfliktach zespół opuściła Siobhán Donaghy, a jej miejsce zajęła Heidi Range, śpiewająca wcześniej w Atomic Kitten. W takim składzie dziewczyny nagrały jeszcze trzy płyty – Angels with Dirty Faces, Three i Taller In More Ways. Po wydaniu czwartego albumu Mutya zdawała się być zmęczona karierą. Ostatnim singlem, jaki Mutya nagrała z Sugababes, było Ugly. 21 grudnia 2005 roku Mutya rozstała się z zespołem. Tłumaczyła się chęcią zajęcia się jej córeczką Tahlią, jednak nieoficjalnie wiadomo, że powodem opuszczenia zespołu były plany rozpoczęcia własnej, solowej kariery.
Miejsce Mutyi zajęła Amelle Berrabah.
Więcej informacji znajdź w osobnym artykule dotyczącym Sugababes

## Kariera solowa
Po opuszczeniu zespołu Sugababes Mutya zdecydowała się rozpocząć karierę solową. Podpisała kontrakt z wytwórnią Island i rozpoczęła pracę nad solowym albumem. 25 kwietnia 2006 utworzyła profil na stronie Myspace i opublikowała tam kilka piosenek w wersji demo na swoją pierwszą płytę. Pierwszym singlem został utwór z George'em Michaelem "This Is Not Real Love", spokojna ballada, z wymieniającymi się głosami Bueny i Michaela. Utwór promował również album z największymi przebojami George'a Michaela, nazwany "25".
Pierwszy samodzielny singel Bueny zatytułowany "Real Girl" ukazał się 28 maja 2007 roku. Piosenka została wyprodukowana przez Full Phatt Productions. "Real Girl" zawiera sample ze znanego hitu Lennego Kravitza "It Ain't Over Till Is Over". Singel zadebiutował w Wielkiej Brytanii na 2. miejscu. Przeszkodą do osiągnięcia pierwszego miejsca była piosenka Rihanny i Jaya-Z – "Umbrella". 4 czerwca 2007 roku ukazał się pierwszy solowy album Muty'i zatytułowany Real Girl. Album uplasował się w ojczyźnie piosenkarki na 10. miejscu. Na albumie gościnnie pojawili się: George Michael, Groove Armada i Amy Winehouse. Drugim singlem promującym album artystki została kolaboracja z Groove Armadą – Song 4 Mutya (Out of control). Singel został wydany 23 lipca 2007 roku. Mutya została nominowana w trzech kategoriach w Urban Music Awards i w jednej Mobo Awards. We wrześniu został wydany kolejny singel artystki zatytułowany "Just a Little Bit". Niestety nie odniósł żadnych dużych sukcesów, ponieważ uplasował się tylko na #65 miejscu. 31 grudnia 2007 roku ukazał się czwarty singel pt. "B Boy Baby" nagrany wraz z Amy Winehouse.
Na początku kwietnia 2008 Mutya Buena oficjalnie oświadczyła na swoim profilu na Myspace, że znajduje się obecnie w studio i pracuje nad materiałem na nową płytę. Wyniki jej pracy już niedługo będzie można usłyszeć, ponieważ wokalistka ma w manierze publikowanie wersji demo na swoim Myspace. Plotki głoszą, że owo studio nagraniowe znajduje się w Amsterdamie.

## Dyskografia

### Albumy
| Nr | Nazwa Albumu                 | Rok Wydania | Osiągnięcia             |
| -- | ---------------------------- | ----------- | ----------------------- |
| 1  | Real Girl                    | 2007        | UK #10, ILR #51, PL #51 |
| 2  | Sound Of Camden: Mutya Buena | 2010        | wydanie niekomercyjne   |

### Single
| Rok  | Singel                                          | Album     | Pozycje | Pozycje | Pozycje | Pozycje | Pozycje | Pozycje | Pozycje | Pozycje | Pozycje | Pozycje | Sprzedaż UK |
| Rok  | Singel                                          | Album     | UK      | IRL     | ITA     | NL      | POR     | BUL     | EU      | AUS     | FIN     | UWC     | Sprzedaż UK |
| ---- | ----------------------------------------------- | --------- | ------- | ------- | ------- | ------- | ------- | ------- | ------- | ------- | ------- | ------- | ----------- |
| 2006 | "This Is Not Real Love" z George'em Michaelem   | Real Girl | 15      | 27      | 4       | 32      | 38      | –       | 13      | –       | –       | –       | 19,000      |
| 2007 | "Real Girl"                                     | Real Girl | 2       | 25      | 18      | 6       | 22      | 6       | 16      | 59      | 6       | 29      | 105,000     |
| 2007 | "Song 4 Mutya (Out of Control)" z Groove Armada | Real Girl | 8       | 26      | 49      | 37      | 26      | 14      | 22      | 24      | 12      | –       | 60,000      |
| 2007 | "Just A Little Bit"                             | Real Girl | 65      | –       | –       | –       | –       | –       | –       | –       | –       | –       | 2,000       |
| 2007 | "B Boy Baby" z Amy Winehouse                    | Real Girl | 72      | –       | 17      | –       | –       | –       | –       | –       | –       | –       | TBR         |
| 2008 | ""With You"(With Ashley Walters)                | -         | 65      | -       | -       | -       | -       | –       | -       | –       | –       | –       | TBR         |
| 2009 | ""Fallin"" (Ultra i Agent X)                    | -         | 74      | -       | -       | -       | -       | –       | -       | –       | –       | –       | TBR         |
| 2011 | ""Give Me Love"" (z Paul Morrell)               | -         | 92      | -       | -       | -       | -       | –       | -       | –       | –       | –       | TBR         |

## Nagrody i Nominacje
| Rok  | Gala               | Kategoria                                      | Wynik     |
| ---- | ------------------ | ---------------------------------------------- | --------- |
| 2007 | Urban Music Awards | Best R&B act                                   | Nominacja |
| 2007 | Urban Music Awards | Most Inspiring Act                             | Nominacja |
| 2007 | Urban Music Awards | Best Crossover Chart Act                       | Nominacja |
| 2007 | Mobo Awards        | Najlepszy Debiut UK                            | 2 miejsce |
| 2008 | Brit Awards        | Najlepszy Singel 2007 (nominowano "Real Girl") | Nominacja |

## Tahlia Maya Buena
Mutya będąc 19-latką, oświadczyła mediom, że spodziewa się dziecka wraz ze swoim partnerem Jayem. Tahlia Maya Buena przyszła na świat 23 marca 2005 w Londynie. Mutya pieszczotliwie nazywa swoją córeczkę "Tah Tah" lub "TyTy". Swoje drugie imię dziewczynka otrzymała ku pamięci tragicznie zmarłej w 2002 roku siostrze Mutyi – Mayi.